# الگاتاسین
الگاتاسین (به اسپانیایی: Algatocín) یک شهرستان در اسپانیا است که در مالاگا واقع شده‌است.

## خصوصیات
الگاتاسین ۲۰ کیلومترمربع مساحت و ۹۰۹ نفر جمعیت دارد و ۷۲۵ متر بالاتر از سطح دریا واقع شده‌است.